# Myla Goldberg

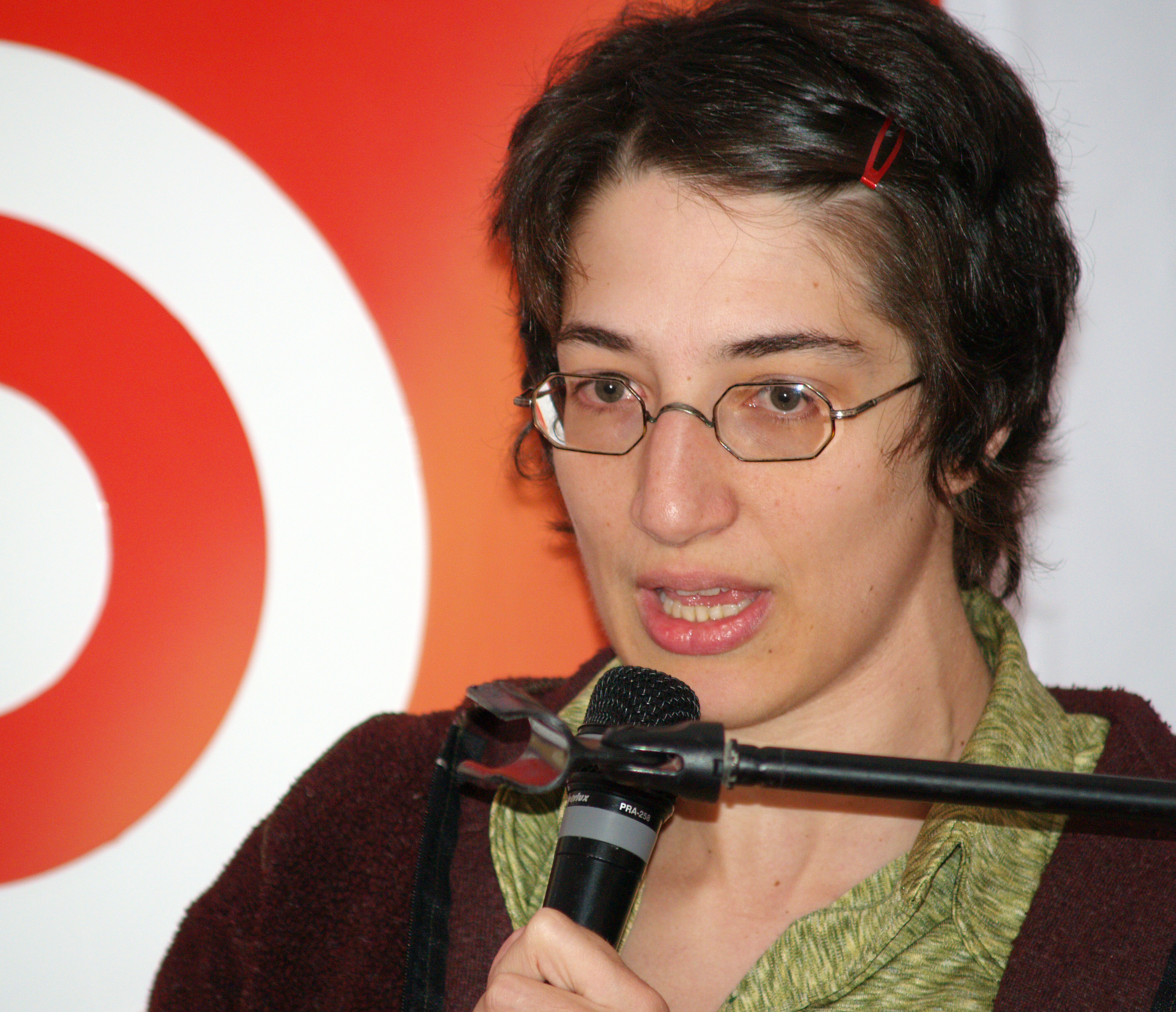
Myla Goldberg (2007)

Myla Goldberg (* 19. November 1971 in Washington, D.C.) ist eine US-amerikanische Autorin und Musikerin jüdischer Herkunft.

## Leben
Sie wuchs in Laurel, Maryland auf. Goldberg besuchte die Eleanor Roosevelt Hight School in Greenbelt und anschließend das Oberlin College in Ohio, wo sie im Hauptfach englische Literatur studierte. Sie absolvierte das Studium dort im Jahre 1993. Im Anschluss lebte sie ein Jahr lang in Prag, wo sie an ihrem ersten Roman Kirkus schrieb und Englischunterricht gab. Kirkus wurde nie publiziert. Ihren Durchbruch als Bestsellerautorin hatte sie im Jahre 2000, als sie ihren Roman Bee Season (im Deutschen Die Buchstabenprinzessin) veröffentlichte. Im selben Jahr heiratete sie Jason Little, einen Comic-Zeichner. Sie leben gemeinsam in Brooklyn, New York, mit ihren beiden Töchtern.

## Werk
Bislang hat Myla Goldberg drei Romane, vier Kurzgeschichten und einige Essays veröffentlicht. Time's Magpie - A Walk in Prague (2003), eine Sammlung von Essays über die tschechische Hauptstadt, ist ebenfalls als Buch erschienen. Goldbergs Literatur wird der Epoche des Postmodernismus zugeordnet. In Goldbergs Erzählungen sind die meisten Hauptfiguren weiblich. Die jüdische Kultur spielt in ihren Erzählungen, mit Ausnahme von Bee Season, keine große Rolle. Bee Season ist außerdem auch auf Französisch, Spanisch, Italienisch und Griechisch erschienen.

### Romane
- Bee Season. New York: Doubleday Broadway Publishing Group, Random House, Inc, 2000.

Deutsche Übersetzung : Die Buchstabenprinzessin (von Christiane Buchner und Martina Tichy) Rowohlt, Reinbek bei Hamburg 2004. ISBN 978-3-499-23800-0

- Wickett's Remedy. New York: Anchor Books, 2005.

Deutsche Übersetzung: Nur ein Tropfen Glück (von Anke Caroline Burger) Blessing Verlag, München 2006. ISBN 978-3-89667-315-2

- The False Friend. New York: Doubleday, 2010.

Deutsche Übersetzung: Böse Freundin (von Martina Tichy) Rowohlt, Reinbek bei Hamburg 2012. ISBN 978-3-463-40612-1

### Kurzgeschichten
- „Comprehension Test“ (1998)
- „Going for the Orange Julius“ (2001)
- „The Commemorative“ (2001)
- „That'll Be Two Dollars and Fifty Cents Please“ (2010)

### Essays
- Time's Magpie - A Walk in Prague (2003) ISBN 978-1-4000-4604-1
- „Maryland“ in State by State - A Panoramic Portrait of America. Weiland/Wilsey (ed.) Ecco, New York 2008. ISBN 978-0-06-147091-2

### Kinderliteratur
- Catching the Moon. Brooklyn, New York: Velocipede Books, 2013.

## Verfilmung
Bee Season (Die Buchstabenprinzessin) wurde 2004 verfilmt. Die vier Hauptpersonen wurden von Flora Cross (Eliza Naumann), Richard Gere (Sal Naumann), Juliette Binoche (Miriam Naumann) und Max Minghella (Aaron Naumann) verkörpert. Der Film weist einige Abweichungen zum Roman auf.

## Musik
Myla Goldberg singt und spielt Banjo und Akkordeon in ihrer Band „The Walking Hellos“ und schreibt die Texte zu ihrer Musik.